# 8213-as mellékút (Magyarország)
A 8213-as számú mellékút egy négy számjegyű mellékút Veszprém vármegye keleti szélén, egy rövid szakaszán benyúlva Fejér vármegye területére is. Nagyjából észak-déli irányban keresztezi a Keleti-Bakony vonulatait, illetve a Tési-fennsíkot, emelkedése több szakaszon megközelíti vagy meghaladja a tíz százalékot.

## Nyomvonala
Várpalota központjában ágazik ki a régi 8-as főútból, ami ma ezen a szakaszon a 7204-es számozást viseli. Végigkanyarog a történelmi belvároson, elhalad a város keleti részének lakótelepei között, majd kevéssel második kilométere elérése előtt elhagyja az utolsó várpalotai házakat is. Elhalad egy magaslaton elhelyezett, messze látszó emlékmű mellett, majd 6,5 kilométer után egy alsóbbrendű, önkormányzati út ágazik ki belőle, pontosan észak felé, Királyszállás külterületi városrész irányába.
Nem sokkal a 8. kilométere előtt lép át Tés területére; a község belterületét nem érinti, a hozzá tartozó Csőszpusztán viszont végighalad, nagyjából a 11-12. kilométere között. Közben, a 11+950-es kilométerszelvényénél kiágazik belőle a 3 kilométer hosszú 82 108-as út, ami a műemlék szélmalmairól ismert, történelmi központját illetően zsákfalunak tekinthető Tés központjába vezet (habár a község lakott területéről erdészeti út vezet Bakonynána felé). Körülbelül ezen a szakaszon éri el az út a legmagasabb pontját, innentől éles kanyarokkal és meredek lejtőkkel tűzdelt szakasza következik.
13+200-as kilométerszelvénye közelében egy kis időre átlép Fejér vármegyébe, Bakonycsernye külterületére, bár a megyeváltást közlekedési tábla nem jelzi. A 15+400-as kilométerénél elhalad Inotapuszta településrész mellett és keresztezi a Gaja-patakot, majd újabb száz méterrel arrébb kiágazik belőle a Jásdra vezető, 3,5 kilométer hosszú 82 111-es út. 16,5 kilométer megtétele után elhalad Bakonycsernye, Jásd és Szápár hármashatára mellett, de oly módon, hogy előtte visszatér Veszprém vármegyébe: egy egészen rövid, 100 méternél kurtább szakaszon jásdi külterületen halad, onnantól pedig az utolsó, bő másfél kilométere szápári területen húzódik.
A 8216-os útba csatlakozva ér véget, annak 15+900-as kilométerszelvénye  előtt egy kicsivel, Szápár déli külterületén. Teljes hossza, az országos közutak térképes nyilvántartását szolgáló kira.gov.hu adatbázisa szerint 18,168 kilométer. Egyenes folytatásaként észak felé haladva egy önkormányzati út indul, amely, miután keresztezte a Szápári-ér folyását, keletnek fordul és a település főutcájaként halad, Kossuth utca néven, Szápár keleti széléig.

## Települések az út mentén
- Várpalota
- Tés-Csőszpuszta
- (Bakonycsernye)
- (Jásd)
- Szápár

## Képgaléria

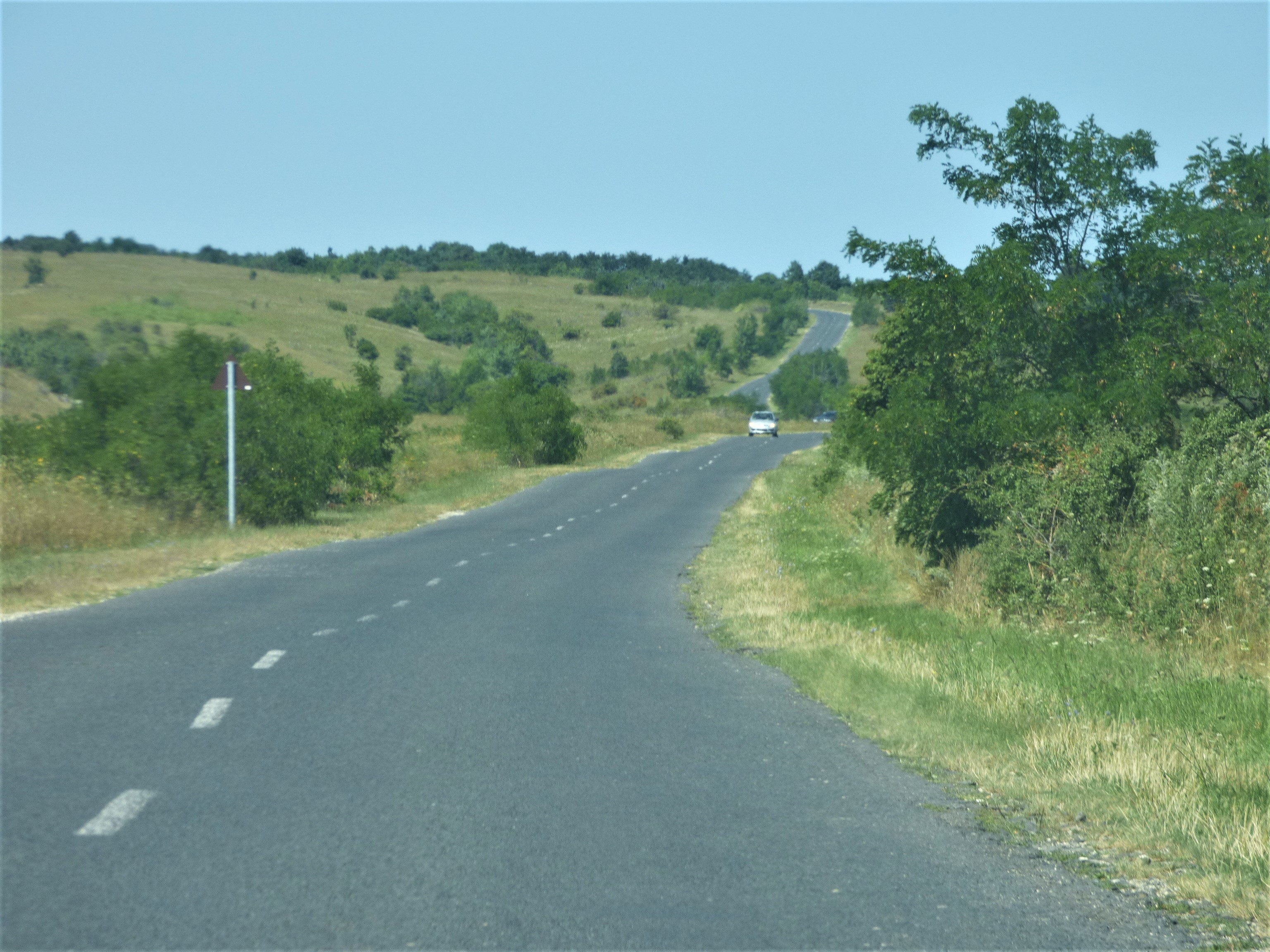
A 8213-as út Várpalota fölött
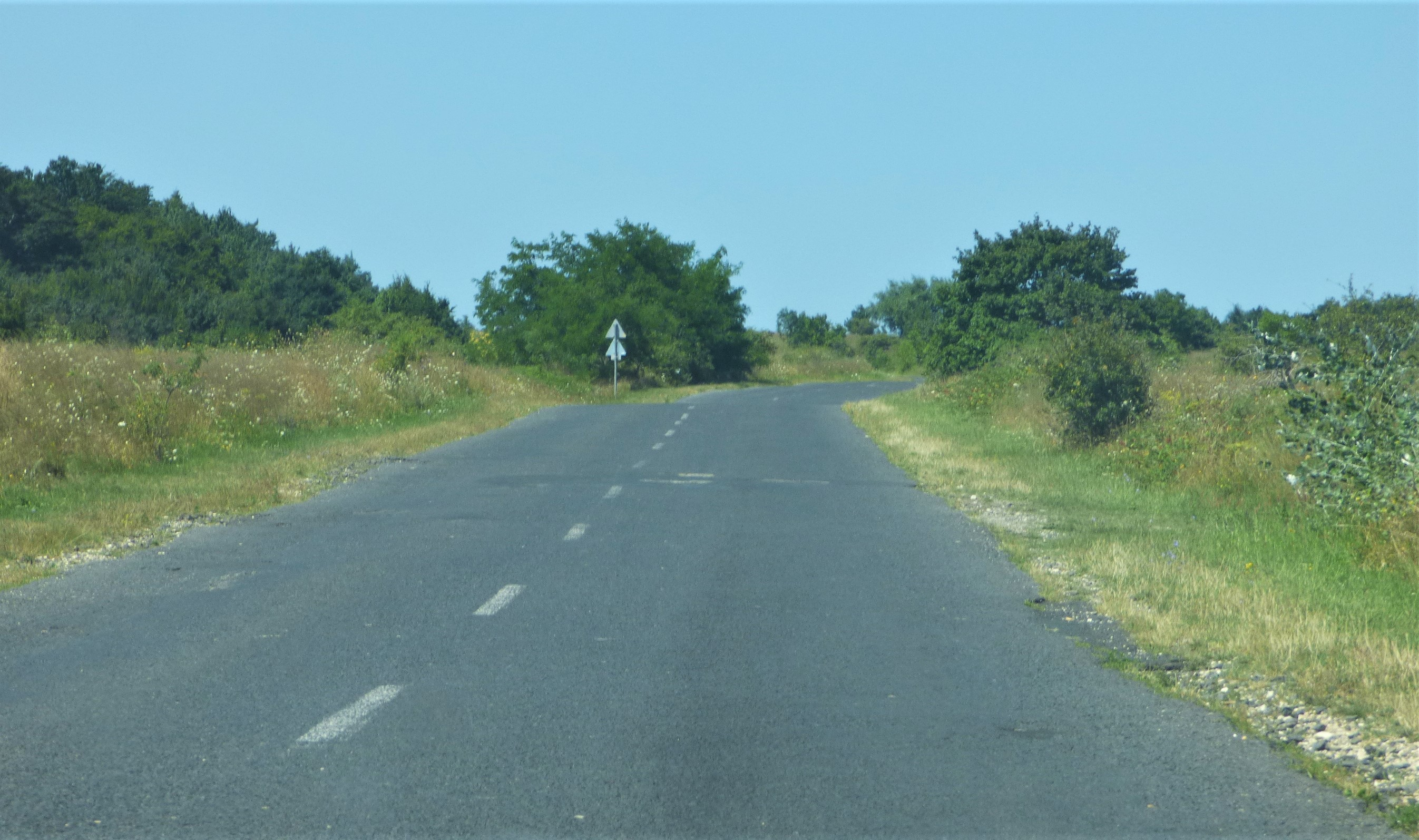
A 8213-as út Várpalota és Tés határvidékén
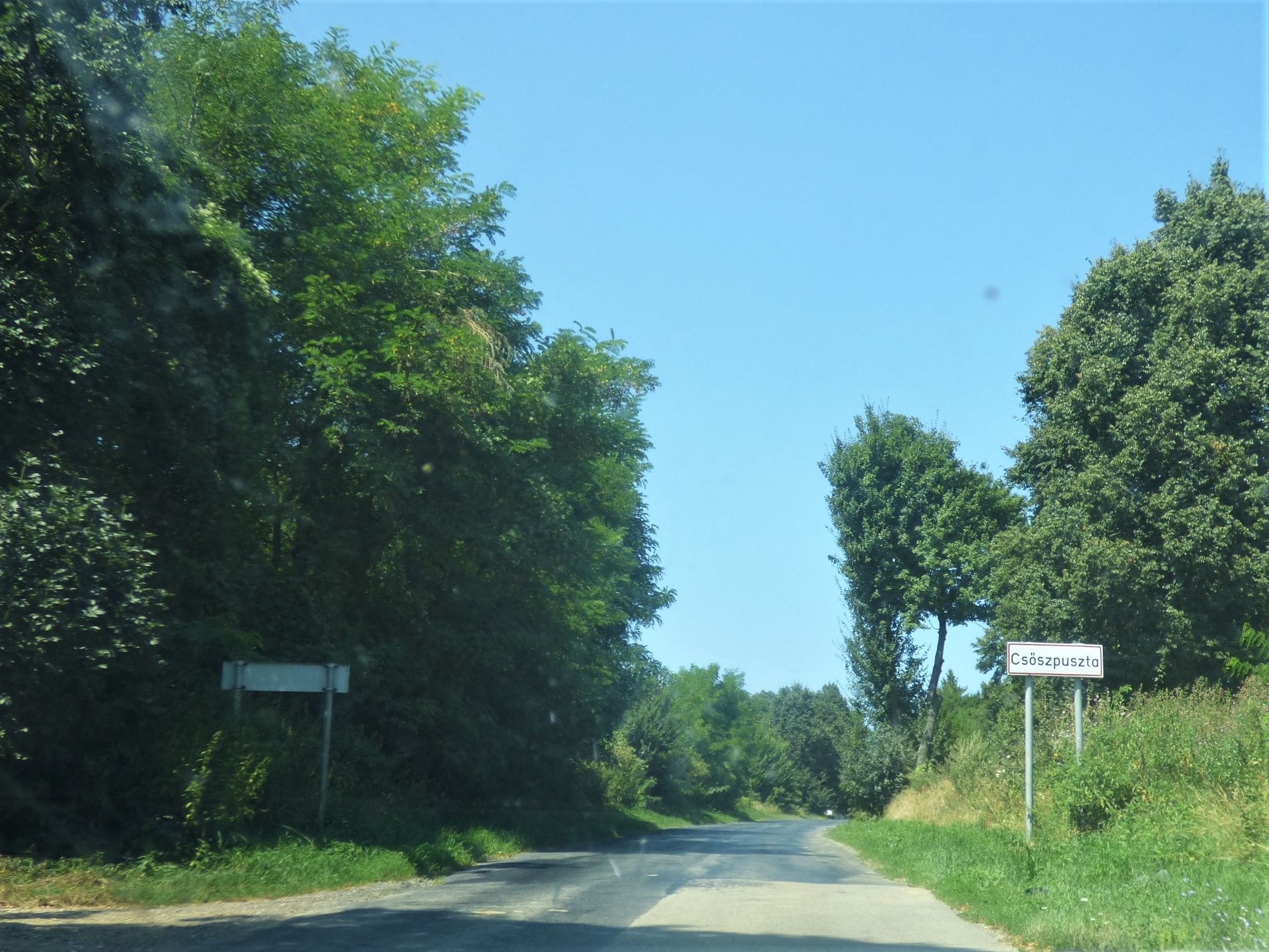
A 8213-as út a Tés-Csőszpuszta táblánál
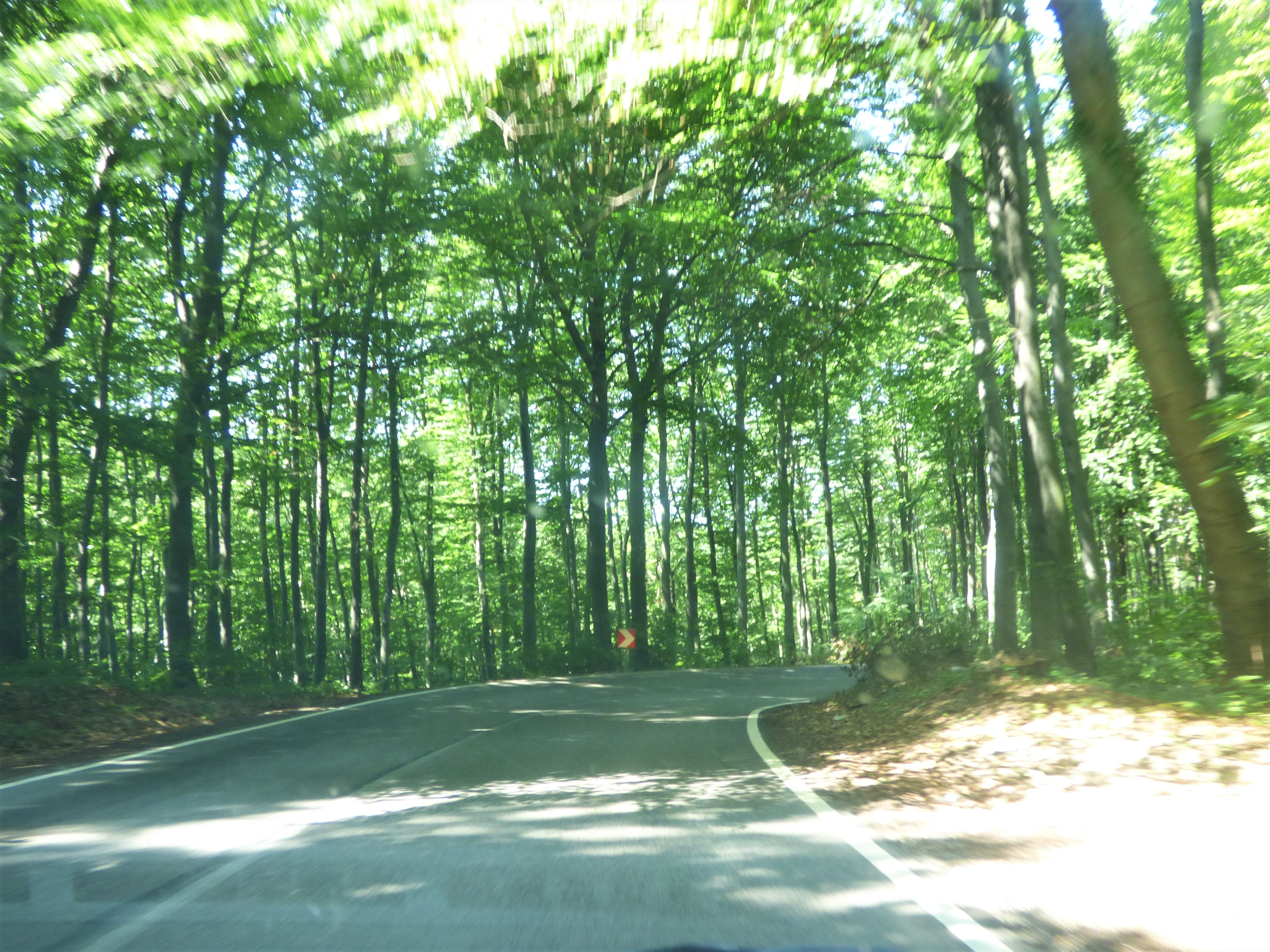
Szerpentin Tés-Csőszpuszta után
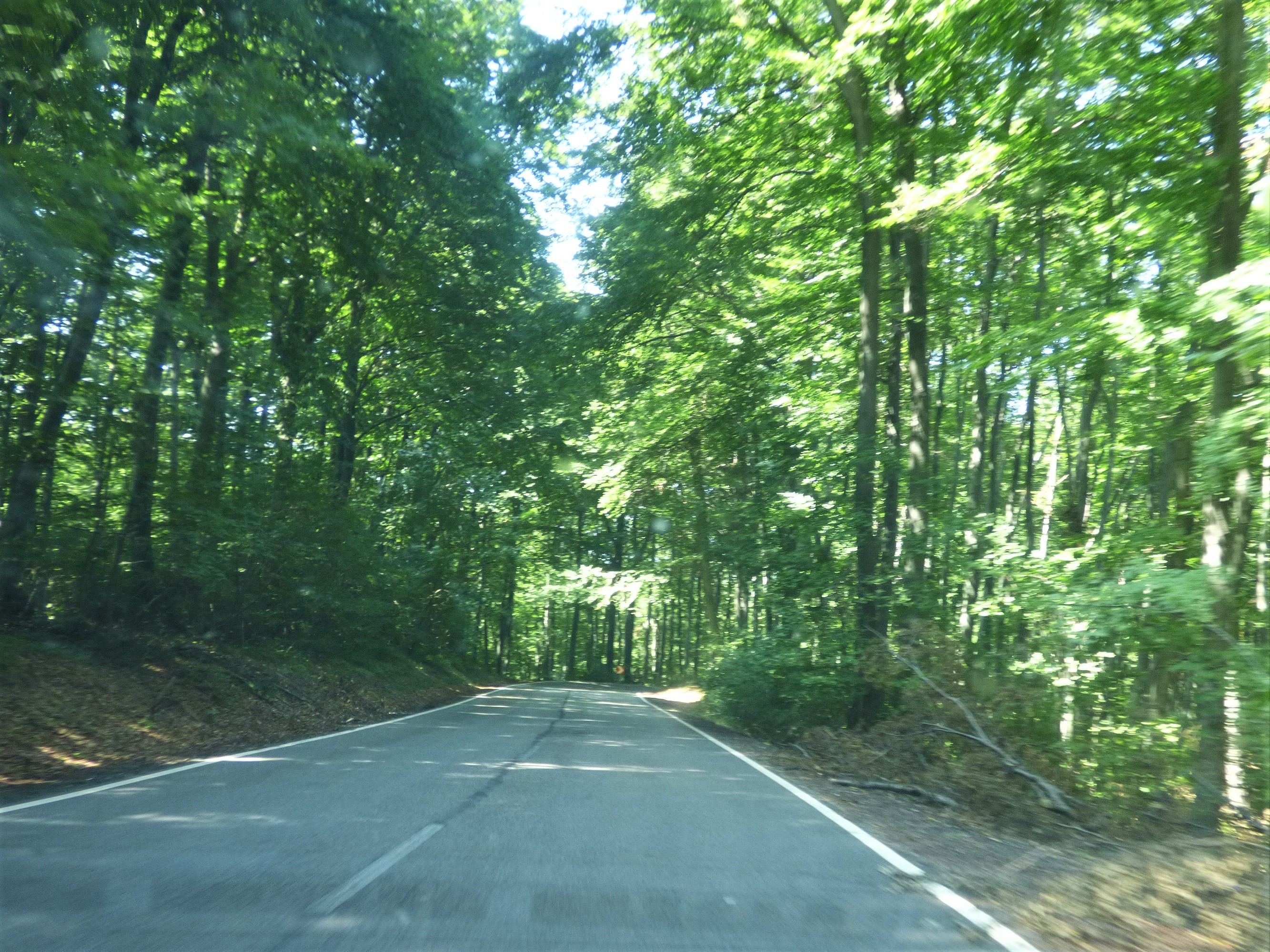
Szerpentin Tés-Csőszpuszta után
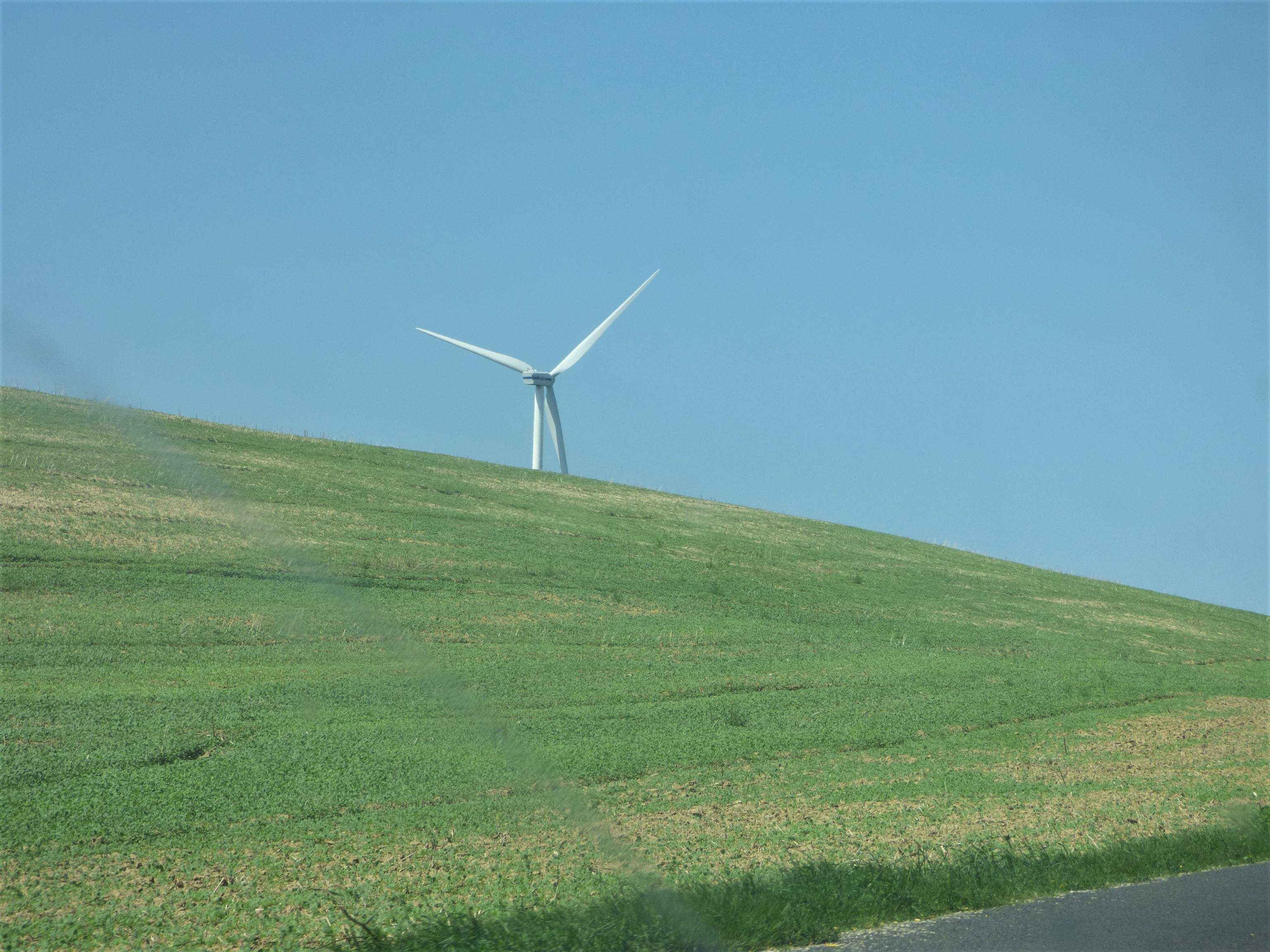
A csetényi szélerőmű a 8213-as út felől
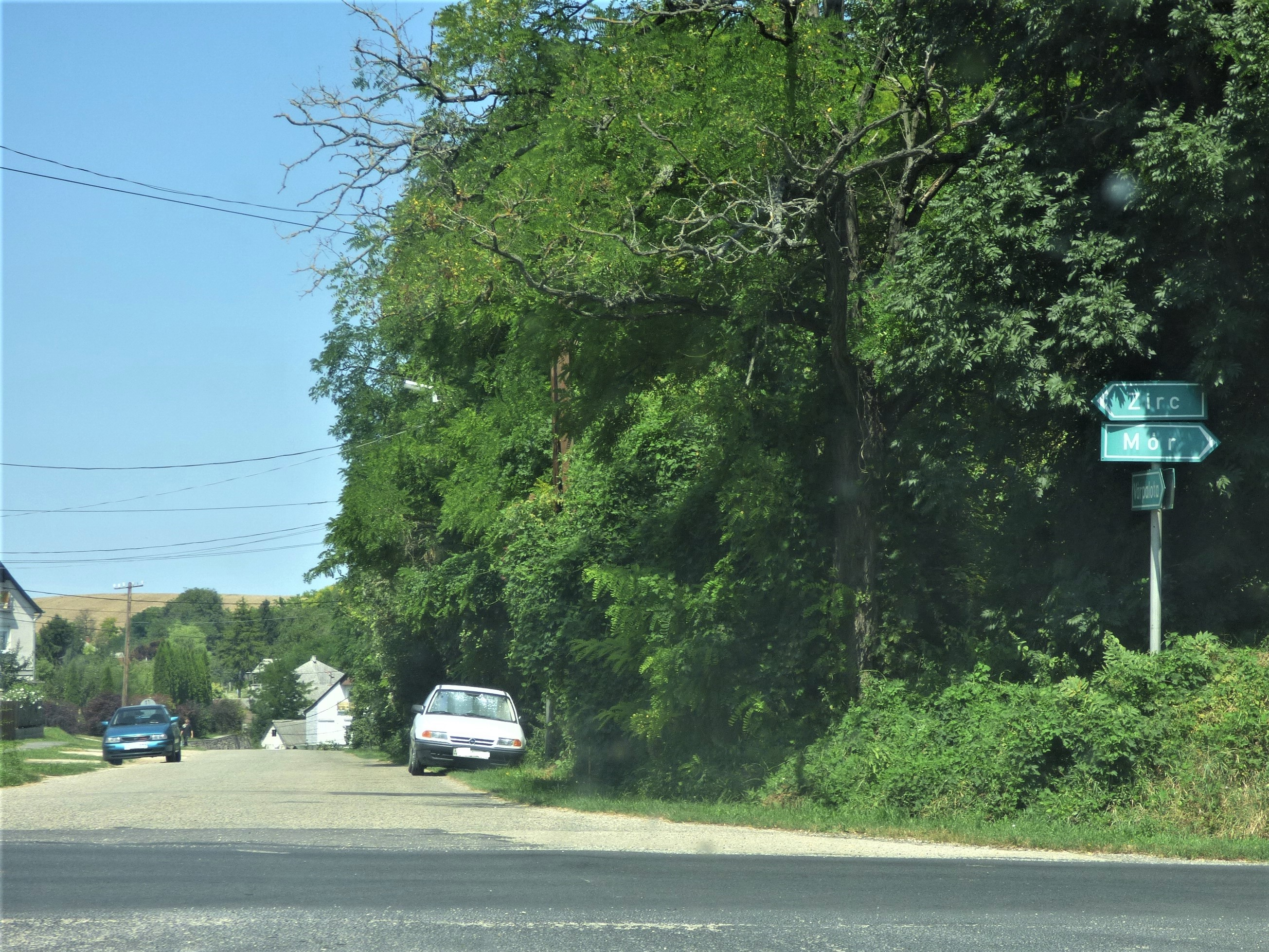
A szápári bekötőút a 8216-os úttal a 8213-as út felől
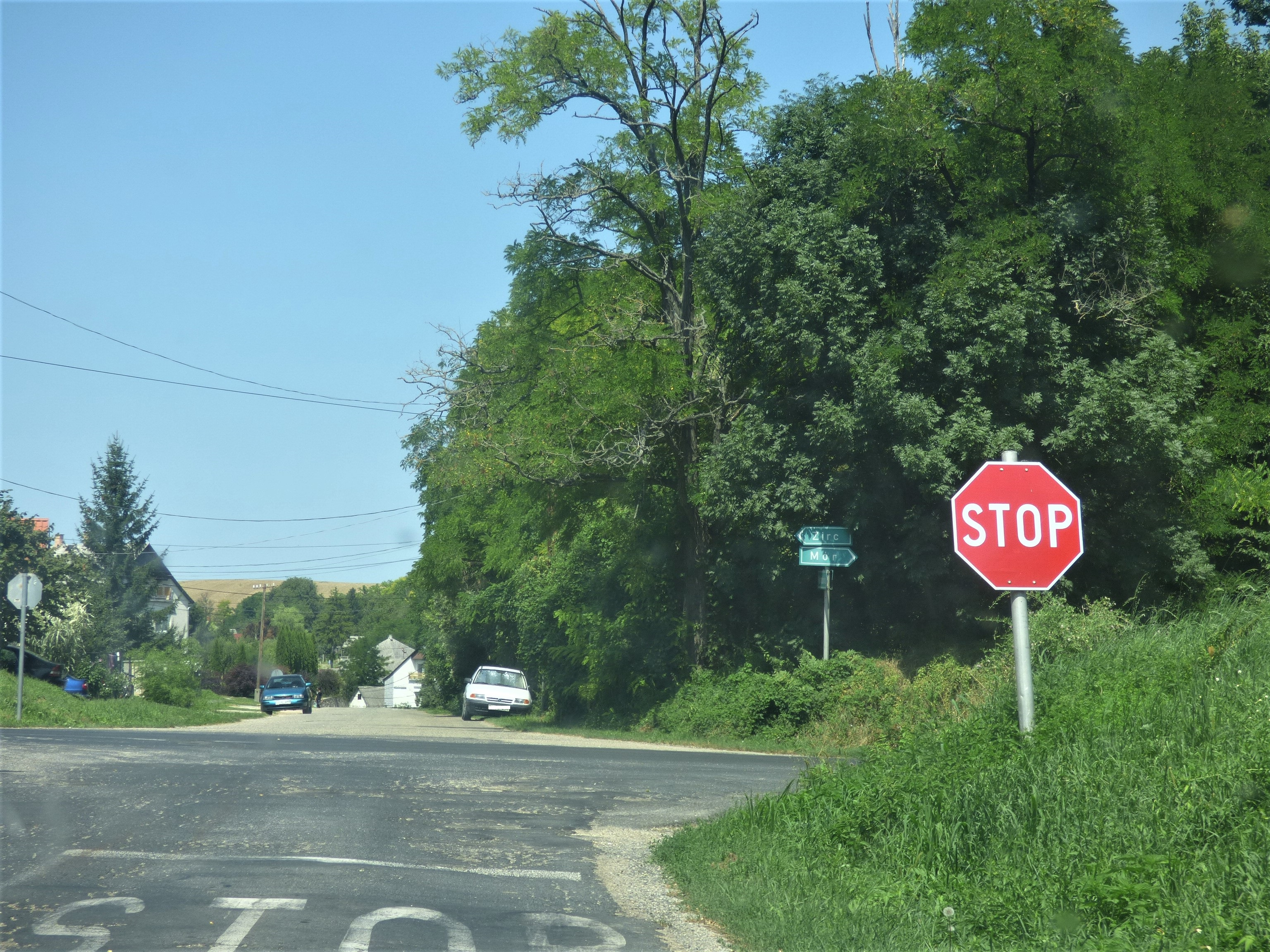
A 8213-as és 8216-os utak keresztezése, szemben a szápári bekötőút